# 2. československá hokejová liga 1968/1969
2. československá hokejová liga 1968/1969 byla 16. a zároveň posledním ročníkem československé druhé nejvyšší hokejové soutěže. Po této sezóně došlo k přejmenování skupin A a B na 1. česká národní hokejová liga a skupiny C na 1. slovenská národní hokejová liga. U skupiny C došlo k tomuto přejmenování již v průběhu této sezóny.

## Systém soutěže
Soutěže se účastnilo 32 týmů rozdělených do třech skupin (16, 8 a 8 týmů). Ve skupině A se utkaly týmy dvoukolově každý s každým (celkem 30 kol), ve skupinách B a C se utkaly týmy čtyřkolově každý s každým (celkem 28 kol). Vítěz a druhý tým skupiny A a vítězové skupin B a C postoupili do kvalifikace o nejvyšší soutěž. Do nejvyšší soutěže postoupil pouze vítěz kvalifikace.
Tým na posledním místě skupin A a C sestoupil do Divize. Předposlední tým skupiny A a poslední tým skupiny B se utkaly v kvalifikaci o účast v 1. ČNHL.

## Základní část

### Skupina A
| Poř. | Tým                           | Z  | V  | R | P  | VG  | OG  | B  |
| ---- | ----------------------------- | -- | -- | - | -- | --- | --- | -- |
| 1.   | TJ Škoda Plzeň                | 30 | 24 | 3 | 3  | 193 | 75  | 56 |
| 2.   | TJ Autoškoda Mladá Boleslav   | 30 | 19 | 3 | 8  | 140 | 123 | 41 |
| 3.   | TJ Slavia Praha               | 30 | 16 | 5 | 9  | 147 | 114 | 37 |
| 4.   | TJ Spartak Motorlet Praha     | 30 | 17 | 3 | 10 | 126 | 106 | 37 |
| 5.   | VTJ Dukla Písek               | 30 | 17 | 2 | 11 | 118 | 98  | 36 |
| 6.   | TJ Slovan NV Ústí nad Labem   | 30 | 16 | 4 | 10 | 118 | 110 | 36 |
| 7.   | TJ VTŽ Chomutov               | 30 | 15 | 2 | 13 | 126 | 113 | 32 |
| 8.   | TJ Spartak ZVÚ Hradec Králové | 30 | 14 | 2 | 14 | 115 | 117 | 30 |
| 9.   | TJ Stadion Liberec            | 30 | 13 | 2 | 15 | 118 | 97  | 28 |
| 10.  | VTJ Dukla Liberec             | 30 | 11 | 6 | 13 | 103 | 132 | 28 |
| 11.  | TJ CHZ ČSSP Litvínov B        | 30 | 12 | 3 | 15 | 110 | 146 | 27 |
| 12.  | TJ Jitex Písek                | 30 | 13 | 0 | 17 | 114 | 134 | 26 |
| 13.  | VTJ Dukla Litoměřice          | 30 | 11 | 3 | 16 | 126 | 124 | 25 |
| 14.  | TJ Slavia Karlovy Vary        | 30 | 12 | 1 | 17 | 141 | 141 | 25 |
| 15.  | TJ Spartak Třebíč             | 30 | 6  | 3 | 21 | 90  | 151 | 15 |
| 16.  | TJ Sparta ČKD Praha B         | 30 | 3  | 0 | 27 | 80  | 193 | 6  |

### Skupina B
| Poř. | Tým                    | Z  | V  | R | P  | VG  | OG  | B  |
| ---- | ---------------------- | -- | -- | - | -- | --- | --- | -- |
| 1.   | TJ VŽKG Ostrava        | 28 | 19 | 3 | 6  | 146 | 76  | 41 |
| 2.   | TJ Slezan OSP Opava    | 28 | 19 | 2 | 7  | 120 | 66  | 40 |
| 3.   | TJ Baník ČSA Karviná   | 28 | 17 | 4 | 7  | 107 | 67  | 38 |
| 4.   | TJ Moravia DS Olomouc  | 28 | 18 | 0 | 10 | 132 | 97  | 36 |
| 5.   | VTJ Dukla Hodonín      | 28 | 13 | 2 | 13 | 126 | 102 | 28 |
| 6.   | TJ Železárny Prostějov | 28 | 7  | 4 | 17 | 65  | 133 | 18 |
| 7.   | TJ Baník OKD Ostrava   | 28 | 6  | 4 | 18 | 79  | 149 | 16 |
| 8.   | TJ AZ Havířov          | 28 | 3  | 1 | 24 | 64  | 149 | 7  |

### Skupina C
| Poř. | Tým                                  | Z  | V  | R | P  | VG  | OG  | B  |
| ---- | ------------------------------------ | -- | -- | - | -- | --- | --- | -- |
| 1.   | TJ Iskra Smrečina Banská Bystrica    | 28 | 19 | 1 | 8  | 126 | 78  | 39 |
| 2.   | TJ Spartak BEZ Bratislava            | 28 | 17 | 4 | 7  | 132 | 81  | 38 |
| 3.   | TJ Lokomotíva Vagónka Stavbár Poprad | 28 | 14 | 8 | 6  | 106 | 83  | 36 |
| 4.   | VTJ Dukla Trenčín                    | 28 | 15 | 2 | 11 | 132 | 94  | 32 |
| 5.   | TJ ZVL Žilina                        | 28 | 12 | 3 | 13 | 133 | 133 | 27 |
| 6.   | TJ Iskra Liptovský Mikuláš           | 28 | 11 | 3 | 14 | 89  | 108 | 25 |
| 7.   | TJ Slovan CHZJD Bratislava B         | 28 | 11 | 2 | 15 | 109 | 117 | 24 |
| 8.   | TJ AC Nitra                          | 28 | 1  | 1 | 26 | 63  | 196 | 3  |

Týmy TJ Škoda Plzeň, TJ Autoškoda Mladá Boleslav, TJ VŽKG Ostrava a TJ Iskra Smrečina Banská Bystrica postoupily do kvalifikace o nejvyšší soutěž, kterou vyhrál tým TJ Škoda Plzeň a postoupil tak do nejvyšší soutěže.
Týmy TJ Sparta ČKD Praha B a TJ AC Nitra sestoupily do Divize.

## O účast v ČNHL
TJ AZ Havířov - TJ Spartak Třebíč 2:0 na zápasy (6:0, 6:4)
- Tým TJ AZ Havířov se kvalifikoval do 1. ČNHL.
- Tým TJ Spartak Třebíč sestoupil do Divize.